# Conselho Supremo das Cortes Islâmicas

Bandeira do Conselho Supremo das Cortes Islâmicas

O Conselho Supremo das Cortes Islâmicas (ou Conselho Conservador das Cortes Islâmicas), como a milícia fundamentalista islâmica populista chama a si mesma a partir de julho de 2006, chamava-se União das Cortes Islâmicas/União dos Tribunais Islâmicos até 24 de junho de 2006. O conselho é um grupo de líderes islâmicos reunidos em um sistema de tribunais auto-proclamado tendo por líder-geral o xeque Sharif Sheikh Ahmed.
Depois que a milícia trocou de nome, Hassan Dahir Aweys tornou-se o novo líder.
Até final de dezembro de 2006, eles controlam Mogadíscio, a capital de fato da Somália, Jowhar uma cidade 90 quilômetros ao norte e maior parte da Somália.

## História
Após o a queda do regime de Barre e seguido o colapso do governo central da Somália em 1991, as cortes islâmicas baseadas na Charia ("Sharia") tornaram-se o principal sistema judicial, sustentado pelos tributos pagos pelos litigantes. Em pouco tempo, as cortes passaram a oferecer outros serviços, como educação e assistência médica. A corte também atua como força policial local, paga por comerciantes locais para reduzir o crime. O Conselho é responsável por combater o comércio ilegal de drogas, bem como por impedir a exibição dos chamados filmes pornográficos nos cinemas locais. A Somália é predominantemente muçulmana, e essas instituições recebem forte apoio popular. Os primeiros anos dos tribunais incluem líderes como Sheikh Ali Dheere, estabelecido no norte da cidade de Mogadíscio em 1994 e a corte Beled Weyene iniciada em 1996. Outros vieram os sentidos do trabalho conjunto através de uma comissão mista para promover a segurança. Este movimento foi iniciado por quatro das cortes, Ifka Halan, Circolo, Warshadda e Hararyaale, que formaram um comitê para coordenar seus assuntos e para acabarem diversos crimes de clãs e logo integrar às forças de segurança. Em 1999 o grupo começou a firmar sua autoridade. Os partidários e integrantes das cortes islâmicas e outras instituições uniram-se para formar a União dos Tribunais Islâmicos, uma milícia armada. Em abril daquele ano eles tomaram o controle do mercado principal em Mogadíscio e em julho, tomaram a estrada que vai de Mogadíscio até Afgoi.

## Batalha de Mogadíscio em 2006 e Ascensão da União dos Tribunais Islâmicos
No ano de 2000, as cortes formaram uma união das cortes islâmicas, em parte para consolidar recursos e poder, em parte para ajudar a terminar com as através decisões, mas dentro das linhas do clã. Sem embargo, muitos que os tribunais começaram a afirmarem-se como dispensadores da justiça, no entanto, entrou em conflito com os senhores da guerra seculares que controlaram a maior parte de Mogadíscio.Contudo o UTI remanesceu estabelecido firmemente no clã Hawiye.
Em reação ao poder crescente do UTI, um grupo de senhores da guerra de Mogadíscio formou a Aliança Para Restauração da Paz e a Luta Contra o Terrorismo (APRPLCT). Esta era uma mudança principal, porque estes senhores da guerra lutaram entre si por muitos anos. No começo de 2006, estes dois grupos entraram em choque repetidamente e em maio de 2006 escalou em fortes combates na capital, onde morreram mais de 300 pessoas. Em 5 de junho de 2006, o UTI informou que estava controlando o Mogadíscio.
Quando nos Estados Unidos (EUA), o governo Bush nem confirmou nem negou a sustentação, mas os oficiais americanos confirmaram anonimamente que o governo dos EUA financiava a APRPLCT, devido aos interesses de que o UTI está ligado à rede terrorista Al-Qaeda e está protegendo internamente três líderes do Al-Qaeda envolvidos após ataques terroristas, incluindo os ataques contra as embaixadas americanas na Quênia e na Tanzânia em 9 de agosto de 1998. Há o receio para os EUA de que a vitória do UTI possa complicar “Guerra ao Terrorismo”.
Em 6 de junho de 2006, a milícia islâmica UTI informou que estava em poder, todo o território até 100 km (quilômetros) (62 milhas) a partir de Mogadíscio. Foram informados que os senhores da guerra foram capturados ou fugiram da cidade, abandonando a maioria de suas armas, a maioria deles fugiram para Jowhar, que foi conquistada pela milícia islâmica em 14 de junho.
A UTI tem agora o controle e se fortalece muito pelos armamentos no país, o que torna difícil o ressurgimento dos senhores da guerra difíceis sem ajuda da parte externa, a menos que forças exteriores intervenham.
Em consequência do colapso do poder dos senhores da guerra, os quatro dos seus representantes no governo transição foram removidos dos postos de gabinete do governo, a qual está situada em Baidoa (ou Baydhabo), a 250 quilômetros (155 milhas) de Mogadíscio. Relata-se naquela época que os habitantes estão se armando, antecipando no caso que o UTI pode logo tentar conquistar a cidade. Após a vitória de UTI em Mogadíscio, o governo transicional votou por uma petição para as tropas de paz estrangeiras da União Africana (UA), em uma missão conhecida como IGASOM. A União Africana apóia o governo de transição somali e serviria defendê-lo contra as forças do UTI. O UTI rejeitou a necessidade para tropas de paz, alegando que a Somália necessita de ajuda e não mais lutadores ou tropas estrangeiras. O primeiro-ministro interino, Ali Mohamed Ghedi diz que gostaria de se encontrar com os líderes do UTI. Isto resultou em um Tratado de Khartoum de 5 de setembro de 2006, a qual esse acordo que a UTI e o Governo Transicional se uniriam; sem embargo, UTI insistiu em temer como pré-condição que as tropas da Etiópia deixarão o país. As forças etíopes não se retiraram e o tratado acordado deixou de ser efetivado.

## Estrutura e Composição
O ex-líder Sharif Sheikh Ahmed é visto como moderado e tem constantemente declarado que o objetivo do Conselho Supremo das Cortes Islâmicas é a restauração da ordem depois de 15 anos de violência. Contudo, das onze cortes que compõem o Conselho, duas têm fama de radicais. Uma é liderada por Hassan Dahir Aweys, que está presente na lista americana de terroristas suspeitos de integrarem o comando do grupo Al Itihaad Al Islamiya (AIAI), ligado a Al Qaeda. Diplomatas ocidentais também estão preocupados com um segundo líder, Adan Hashi Ayro, que foi treinado no Afeganistão e cuja milícia esteve envolvida na morte de cinco enfermeiros estrangeiros e um produtor da BBC. Todas as cortes, com exceção de uma, são dominadas pela etnia hawiye. Acredita-se que suspeitos dos atentados às embaixadas americanas em 1998 estão escondidos na Somália, ajudados pelo Conselho. Há também indícios de que mujahedins estrangeiros estão lutando ao lado do Conselho. Acredita-se amplamente que os Estados Unidos da América proveu apoio financeiro à aliança secular de líderes guerreiros graças a esses temores. Porém, a Somália tem um pequeno histórico de fundamentalismo radical e o Conselho Supremo não acatou a forma mais extremista da "Lei Islâmica", como a amputação das mãos de um ladrão.

## Auxílio da Eritreia
De acordo com a Organização das Nações Unidas e as várias fontes, o governo eritreu começou armar e financiar UTI por muitos anos. Junto com rebeldes etíopes, como FLO (Frente de Libertação Omoro), de acordo com um relatório de BBC em 1999, os “shiploads emitidos Eritreia” dos braços ao UTI e outros rebeldes no sul da Somália. Relatou também que o governo eritreu emitiu de “coordenadores de Eritreia dos conselheiros eritreus” as well as “e peritos do mine-laying”. Após de muitas negações do lado de eritreu, o beco sem saída terminou quando o líder islâmico Aweys da União dos Tribunais Islâmicos admitiu que o governo de Eritréia tem ajudado a UTI. Depois que o Governo de Transição da Somália derrotou os islâmicos e após conquistar Mogadíscio, a televisão Somali mostrou os soldados de Eritrean capturados em Mogadísco.

## Controle da União dos Tribunais Islâmicos (2006)
Os outros dois poderes centrais majoritários e principais no país são os governos de Puntlândia e Somalilândia, ambos afirmam sua autonomia ou, no exemplo de Somalilândia a independência. O restante do país é controlado por outros senhores da guerra.
Em 20 de julho, o UTI organizou uma campanha de limpeza (coleta de lixo) nas ruas de Mogadíscio, sendo a primeira vez que é feito na cidade inteira, desde que caiu em anarquia na década passada.
O UTI agora também controla significativo território fora do capital, a qual inclui a importante cidade de Balad.
Em 15 de julho, as Cortes Islâmicas abriram o Aeroporto Internacional de Mogadíscio, a qual havia sido fechada logo depois da retirada das forças internacionais em 1995. Depois de 11 anos o primeiro avião encarregado pela Liga Árabe voou do aeroporto, levando os delegados das Cortes Islâmicas para a capital sudanesa de Cartum.
Em 15 de agosto, a UTI capturou Haradhere, a uns 500 quilômetros do noroeste de Mogadíscio, a qual havia convertido em um lugar seguro para piratas, que haviam forçado as empresas transportadoras e as organizações internacionais a pagar grandes resgates pela devolução de recipientes e equipes.
Em meados de agosto, militantes do UTI atacaram a cidade portuária de Hobyo a 500 quilômetros (310 milhas) do norte de Mogadíscio, não encontrando nenhuma oposição.
Em 25 de agosto, as Cortes Islâmicas reabriram o histórico porto de Mogadíscio, a qual havia sido uns dos mais congestionados do Leste da África, por que havia sido fechado por 10 anos.
Em 5 de outubro, as Cortes Islâmicas declarou a formação de uma suprema corte de Sharia Islâmica na província de Banadir, terminando assim com as Cortes Islâmicas das tribos.
Em novembro, as Cortes Islâmicas denunciaram que as forças de Puntlândia haviam levado um ataque preventivo contra seus combatentes, querendo está reunidos em torno de Puntlândia, por volta de Galinsoor. O governo da Puntlândia havia decidido resistir-se a qualquer ataque das Cortes Islâmicas.
Em 8 de dezembro, a UTI afirmou que havia sido em volta em um forte luta com as forças do Governo Transição, apoiado pelas tropas etíopes.
Em 21 de dezembro, começou fortes lutas entre as forças da UTI e as forças de apoio etíopes. As batalhas se sucederam inicialmente em das áreas, a base militar de Daynuunay e a homônima de Iidale. A UTI chamou a uma jihad contra a Etiópia, as qual foram satisfeitas por voluntários internacionais mujahedin que chegaram a Somália.
A UTI perdeu uma considerável porção do território depois das derrotas em 20 de dezembro, atingindo a capital Mogadíscio.

## Renúncia de líderes
Em 27 de dezembro, os líderes da UCI, incluindo os Sheiks Hassam Dahir Aweys, Sharif Sheik Ahmed e Abdirahman Janaqow renunciaram em uma capitulação reconhecendo o novo estado dos assuntos da Somália. Eles apresentaram as seguintes decisões:
1. É um dever nacional proteger a soberania e a intgridade da Somália e sua população

2. A UCI permite que os somálios tenham a opção dedecidir sobre seus futuros e que estarão livres para tomar a responsabilidade.

3. A União de cortes islâmicas aceita não permitir que nada crie violencia em Mogadiscio e que qualquer um que seja considerado culpado será levado a lei e se aplicará o castigo conveniente de acordo com a Sharia Islâmica.

4. Os combatentes da UCI são responsáveis por estabelecer a segurança e a estabilidade na capital de Mogadiscio.

5. Por último, a UCI chama a todos os lutadores islâmicos onde quer que estejam a Somália para assegurar a estabilidade e se preparar para as estações de polícia e outras estações de segurança.
 